# 战胜站
战胜站（朝鲜语：／ Jŏnsŭng yŏk */?），是平壤地铁革新线的一个车站，于1975年9月9日随2号线一同启用；本站可以与千里马线的战友站进行换乘。

## 车站周边
- 千里马线战友站（转乘站）
- 2.8文化会館
- 中国大使館
- 地下铁革命事績館
- 战胜电影院
- 朝鮮劳动党3号建筑
- 朝鮮中央放送委員会
- 战勝革命事績館